# ネッド・ハニガン
ネッド・ハニガン（Ned Hanigan、1995年4月11日 - ）は、プロD2・プロヴァンス・ラグビーに所属するラグビー選手。

## プロフィール
- オーストラリア・ダボ出身[1]。
- ポジションはロック(LO)、フランカー(FL)。
- 身長 194cm、体重 110kg
- U20オーストラリア代表に選ばれたことがある[2]。
- オーストラリア代表キャップは29（2025年1月現在）。

## 略歴
NSWカントリーイーグルスを経て、2016年、ワラターズに加入。
2020年、栗田工業ウォーターガッシュ(現・クリタウォーターガッシュ昭島)に加入。
2022年、クリタウォーターガッシュ昭島退団後、ワラターズを経て、2024年、プロヴァンスに加入。